# YOUniverse (web series)
YOUniverse (tiếng Thái: YOUniverse – จักรวาลเธอ; RTGS: YOUniverse – ChakkRawan Thoe) là một bộ phim chiếu mạng Thái Lan phát sóng năm 2018 với sự tham gia của Korapat Kirdpan (Nanon), Ployshompoo Supasap (Jan), Wachirawit Ruangwiwat (Chimon) và Apichaya Saejung (Ciize).
Bộ phim được đạo diễn bởi Pawis Sowsrion và sản xuất bởi GMMTV. Bộ phim phát sóng vào lúc 18:00 (ICT), thứ Ba và thứ Năm trên LINE TV, Facebook và YouTube, bắt đầu từ ngày 24 tháng 4 năm 2018. Bộ phim kết thúc vào ngày 3 tháng 5 năm 2018.

## Diễn viên
Dưới đây là dàn diễn viên của bộ phim:

### Diễn viên chính
- Korapat Kirdpan (Nanon) vai Knight
- Ployshompoo Supasap (Jan) vai Sun
- Wachirawit Ruangwiwat (Chimon) vai Earth
- Apichaya Saejung (Ciize) vai Nik

### Khách mời
- Weerayut Chansook (Arm) vai chủ cửa hàng kem

## Nhạc phim
| Tên bài hát                 | Thể hiện                | Ref.        |
| --------------------------- | ----------------------- | ----------- |
| เกมล่าเธอ (Chak Ra Wan Thoe) | Korapat Kirdpan (Nanon) | [ 4 ] [ 5 ] |